# صراع الإخوة
صراع الإخوة (ブラザーズ コンフリクト Burazāzu Konfurikuto)، بروكون، هي سلسلة روائية ألفها أتسكو كاناسا وكتبها تاكيشي ميزونو ورسمها أوداجو. وتم إصدارها كرواية مصورة وأيضًا كسلسة مانغا. بثت الـ12 حلقة بين شهرى يوليو وسبتمبر من عام 2013 على قناة طوكيو إم إكس.

## القصة
إيما هيناتا، أو ما تُعرف لاحقا باسم إيما أساهينا، هي ابنة المغامر الشهير رينتارو هيناتا. وفي إحدى الأيام، تكتشف أن والدها رينتارو سوف يتزوج من مصممة ملابس تُدعى ميوا أساهينا. وبدلًا من إزعاجهم، تقرر هيناتا الانتقال إلى مجمع سونرايس ريزيدنس الذي تملكه ميوا زوجة أبيها، حيث تكتشف أن لديها 13 من الإخوة غير الأشقاء. مع مرور الوقت، تطورت مشاعر الأخوة تجاهها وتنافسوا في طرق كسب قلبها. أما هي، فكانت تريد أن يكون لها عائلة محبة.

## الشخصيات

### الشخصيات الرئيسية
- إيما هيناتا (朝日奈絵麻 hinata Ema[3])

قام بتأدية كل من رينا ساتو (في النسخة اليابانية)؛ كولين كلينكينبيرد (في النسخة الإنجليزية). هي ابنة المغامر الشهير رينتارو هيناتا. تبلغ من العمر 17 عاما، في سنتها الثانية بالمرحلة الثانوية. بعد أن يتزوج والدها بميوا، تذهب للعيش مع أخوتها الجدد. هي تجيدالطبخ جيدا. ويرجع ذلك إلى مهنة والدها التي جلعتها تشعر بالوحدة لأنه كان نادرًا ما يمكث معها بالبيت. تملك سنجابة تدعى جولي التي لا تتحدث إلا معها ومع لويس. دائما ما حذرتها جولي من أن عائلتها الجديدة هي مجموعة من الذئاب، وأنها يجب أن تكون حريصة. إيما من محبي ألعاب الفيديو كما قالت أنها أيضا جيدة جدا في التسلق ويمكنها حتى البقاء على قيد الحياة في الغابة وحدها، وهذا يرجع إلى تأثير والدها. بعد زواج والدها، تختار اللقب أساهينا. هي شخصية لطيفة ولكنها خجولة. جولي ولويس كثيرا ما ينادوا باسم «تشي». خلال الحلقات، يتضح أن إيما مُتبناه بعد موت والديها الحقيقيان. تسبب لها هذا الحقيقة في البداية عدة مشاكل، حيث أخفى والدها عنها حقيقة أنها كانت يتيمة لعدة سنوات، ومع ذلك يساعدها لويس من خلال مشاركته خبراته معاها.

#### الإخوة أساهينا
- ماساومي أساهينا (朝日奈 雅臣 Asahina Masaomi)[3]

قام بتأدية الصوت كل من كازويوكي أوكيتسو (في النسخة اليابانية)؛جي مايكل تاتوم (في النسخة الإنجليزية). هو الابن البكر لأسرة أساهينا. يبلغ من العمر 31 عاما. وهو طبيب أطفال ضليعا في علم الطب، ومع ذلك يفقد الوعى عند رؤية الدماء. يحب الأطفال، وكان هذا السبب في أن يُصبح طبيب أطفال، وتربطه علاقة خاصة مع أخيه الأصغر واتارو. ووعد إيما أنه سيبقى معها حتى لا تكون وحدها وأن يحميها مثل شقيقها الأكبر، ولكن في الواقع، هو يحبها.
- أوكيو أساهينا(朝日奈 右京 Asahina Ukyō)[3]

قام بتأدية الصوت كل من دايسكي هيراكاوا (في النسخة اليابانية) وكريستوفر سابات(في النسخة الإنجليزية). هو الابن الثاني لأسرة أساهينا البالغ من العمر 28 عاما. وهو محام ناجح ويعمل بمثابة «شخصية الأم» للأسرة، لأنه يطبخ دائما وينظف ويساعد إخوته في الدراسة. يظهر كثيرا مرتديا مِئْزَر المطبخ مع القطط. شخصيته هادئة ويعتمد عليه ولكنه ثرثر جدا.
- كانام أساهينا (朝日奈 要 Asahina Kaname)[3]

قام بتأدية الصوت كل من جونيتشي سوابي (في النسخة اليابانية) وإيان سينكلير (في النسخة الإنجليزية). وهو الابن الثالث لأسرة أساهينا. يبلغ من العمر 27 عاما. يملك سحر الفتى اللعوب وله علاقات نسائية ولكنه في الواقع راهب. هو دائما على استعداد لمساعدة إيما وهو الوحيد الذي يدعوها «إيموتو تشان» وهو ما يعني «الأخت الصغيرة» أو «الأخت الصغيرة العزيزة».
- هيكارو أساهينا (朝日奈 光 Asahina Hikaru)[3]

قام بتأدية الصوت كل من نوبوهيكو أوكاموتو (في النسخة اليابانية) وتود هابركورن (في النسخة الإنجليزية). هو الابن الرابع لأسرة أساهينا.يبلغ من العمر 26 عاما. وهو روائي اعتاد على ارتداء الفساتين كالمرأة من أجل فهم النساء، وبالتالي يكون قادر على تطوير شخصياتهن الأونثوية بشكل جيد في رواياته. يحب مراقبه افعال إخوته تجاه إيما. ذهب إلى إيطاليا لفترة قصيرة لجمع المواد اللازمة لعمله. ويقع هو الآخر في حب إيما.
- تسوباكي أساهينا (朝日奈 椿 Asahina Tsubaki)[3]

قام بتأدية الصوت كل من كينيتشي سوزومورا (في النسخة اليابانية) ومايكا سولوسود (في النسخة الإنجليزية). هو الابن الخامس واحد من ثلاثة توائم. يبلغ من العمر 24 عاما.هو مؤدي صوت إلى جانب أخيه التوأم أزوسا. يملك شخصية مرحة وساخرة، ولكنه مسؤول جدا ولديه شغف بعمله. يهتم برعاية أزوسا. في أنمي، هو واحد من الإخوة القليلة الذين يتمكنون من تقبيل إيما. في الحلقة 4، قبل تسوباكي إيما عندما كان محبطا. وقبلها مرة أخرى في الحلقة 6، كما اعترف لها بمشاعره وهو الأمر الذي أدى به إلى الشعور بالغيرة من إخواته.
- أزوسا أساهينا (朝日奈 梓 Asahina Azusa)[3]

قام بتأدية الصوت كل منكوسكي توريومي (في النسخة اليابانية) وجوش غريل (في النسخة الإنجليزية). هو الابن السادس واحد من ثلاثة توائم. يبلغ من العمر 24 عاما. هو مؤدي صوت أيضا كأخيه تسوباكي ولكن على عكس تسوباكي، فهو أكثر هدوءا ويفتقر إلى المثابرة على القيام بالأشياء وأقل عندا منه. غالبا ما يقلق حول أفعال أخيه ويعارضه فقط عندما يتعلق الأمر بإيما. في الحلقة 8، بعد أن أدرك مشاعره نحو إيما، يصارحها.
- ناتسومي أساهينا (朝日奈 棗 Asahina Natsume)[3]

قام بتأدية الصوت كل من تومواكي ماينو (في النسخة اليابانية) وكايل إيبير (في النسخة الإنجليزية). هو الابن السابع واحد من ثلاثة توائم. يبلغ من العمر 24 عاما. ليس كتسوباكي وأزوسا ويعيش وحده. وهو الرئيس التنفيذي لشركة ألعاب الفيديو التي تملك واحدة من ألعاب الفيديو المفضلة لإيما- «خطر الزومبي». يملك قطتين يسميهم «أزوسا» و«تسوباكي». لديه طريقة حادة في الحديث مع إخوته ولكنها مهمة لرعايتهم. كشف في الحلقة 9 أن لديه مشاعر تجاه إيما. علاقته سيئة بشقيقه سوبارو لأن كلاهما يحب إيما. في أنمي، مثل تسوباكي، هو واحد من الإخوة القليلة الذين تمكنوا من تقبيلها. وهو أحد الأخوة الأكثر استقلالية لأنه لا يعيش معهم ويتنقل دائما في سيارته الخاصة.
- لويس أساهينا (朝日奈 琉生 Asahina Rui)[3]

قام بتأدية الصوت كل من كين تاكيوتشي (في النسخة اليابانية) وجيري جويل (في النسخة الإنجليزية). هو الابن الثامن لأسرة أساهينا، يبلغ من العمر 21 عاما. هو رجل وسيم وغامض، ينظر دائما إلى السحب. وهو الشخص الوحيد إلى جانب إيما الذي يمكنه التواصل مع جولي، عندما يقول لجولي أنه يستطيع أن يفهمها، فإنهما يتفقان على خطة لحماية إيما. يعترف لإيما بأنه مُتبنًى أيضا ولكن هذة الحقيقة ليست معروفة غير لأخوانه الأكبر سنا فقط.
- سوبارو أساهينا (朝日奈 昴 Asahina Subaru)[3]

قام بتأدية الصوت كل من دايسكي أونو (في النسخة اليابانية) وديفيد ماترانغا (في النسخة الإنجليزية). هو الابن التاسع لأسرة أساهينا. هو طالب جامعي ورياضي جدا، ويلعب في فريق كرة السلة. لا يعرف الكثير عن الفتيات، لذلك فهو لا يعرف كيفية التعامل معهن. ونتيجة لذلك، يصبح متوترا عندما يقترب من إيما. ولكنه يطلب من إيما الخروج معه في الحلقة 5. لديه مشاكل مع أخيه ناتسومي.
- يوري أساهينا (朝日奈 祈織 Asahina Iori)[3]

قام بتأدية الصوت كل من دايسكي ناميكاوا (في النسخة اليابانية) وإيريك فايل (في النسخة الإنجليزية). هو الابن العاشر لأسرة أساهينا، يبلغ من العمر 18 عاما. وهو طالب بالمدرسة الثانوية، هو معروف بسلوكه النبيل. يحظى بشعبية كبيرة في مدرسته وحتى المدارس الثانوية الأخرى ولكن بالرغم من ذلك هو شخصية خجولة ولا يفضل أن يكون محط للأنظار. لا يجتمع مع أي شخص، ولا حتى عائلته بسبب ماضيه المليء بالمأساة. رحب بإيما عند قدومها. لديه معرفة بجميع أنواع الزهور ومعناها. وهو مسؤول عن سقيها ورعايتها. وغالبا ما يعطي إيما الزهور المتعلقة بحالتها لمساعدتها في الشعور بحال أفضل. في أنمي، يكون لدى ه صديقة اسمها فويوكا، التي يحبها كثيرا. لسوء الحظ، تتوفى في حادث سيارة، مما يجعل يوري يحاول الانتحار.
- يوسوك أساهينا (朝日奈 侑介 Asahina Yūsuke)[3]

قام بتأدية الصوت كل من يوشيماسا هوسويا (في النسخة اليابانية) وماثيو ميرسر (في النسخة الإنجليزية). هو الابن الحادي عشر لأسرة أساهينا، يبلغ من العمر 17 عاما. وهو طالب بالمدرسة الثانوية في السنة الثانية في نفس صف إيما. على الرغم من أنه لديه سلوك وحشي، لديه شعور قوي للعدالة. وغالبا يدخل معارك مع المجرمين للدفاع عن الحق. علاقته سيئة بشقيقه فوتو. كان الأول من بين إخوته الذي يقع في حب إيما. تبين في الحلقة الثانية أنه كان معجبا بإيما في المدرسة، قبل أن تصبح شقيقته. ولهذا كان مُشوشا جدا عندما جاءت إلى العائلة.
- 'فوتو أساهينا (朝日奈 風斗 Asahina Fūto)[3]

قام بتأدية الصوت كل من كين (في النسخة اليابانية) وفيك مينيانا (في النسخة الإنجليزية). هو الابن الثاني عشر لأسرة أساهينا، يبلغ من العمر 15 عاما. وهو طالب في السنة الأولى بالمدرسة الثانوية. له شعبيه كبيرة ولديه شخصية شيطانية ومع ذلك يمكن له أن يتصرف كشخص ناضج. يريد أن يكون ممثل محترف، وهذا ما يحاول جاهدا الوصول له. في الحلقة 6، ينقل إلى مدرسة هينود الثانوية ويقابل إيما ويوسوكي. يحب أن يسخر من إيما كونها «شقيقته الحمقاء الجميلة». بعد ذلك تطور مشاعره تجاه إيما.
- واتارو أساهينا (朝日奈 弥 Asahina Wataru)[3]

قام بتأدية الصوت كل من يوكي كاجي (في النسخة اليابانية) وبرايس بابنبروك (في النسخة الإنجليزية). هو الابن الثالث عشر والأصغر لأسرة أساهينا، يبلغ من العمر 10 سنوات. هو في الصف الخامس. أنه لطيف وأمين، ولكن مدلل جدا. وقد يكون سلوكه المدلل هذا أحيانا بسبب الإفراط في حماية أشقائه الأكبر سنا له. يريد أن يكبر ويصبح شخص مهم وغنى ليكون قادرا علي الزواج بها.

### شخصيات أخرى
- جولي (ジュリ Juri).[3]

قام بتأدية الصوت كل من هيروشي كاميا (في النسخة اليابانية) وسوني سترايت (في النسخة الإنجليزية). وهي سنجاب، لديها القدرة على التحدث. ومع ذلك، تتحدث فقط إلى إيما ولويس. كانت جولي مع إيما منذ أن كانت طفلة وكانت دائما تعتني بها وتحميها من إخواتها «الذئاب كما تراهم جولي». وهي تدعو إيما «تشي». لها هيئة بشرية تظهر فقط في أحلام إيما.
- كازوما ساساكورا(佐々倉 和馬 Sasakura Kazuma)[3]

قام بتأدية الصوت كل من كازونوري نوميا (في النسخة اليابانية) وريكو فاجاردو (في النسخة الإنجليزية). هو زميل إيماو يوسوكي. وهو أيضا واقع في حب إيما.
- ماهوكو إماي (今井 真秀子 Imai Mahoko)[3]

قام بتأدية الصوت كل من سايا شينوميا(في النسخة اليابانية) وليندساي سيدل (في النسخة الإنجليزية). هي صديقة إيما المفضلة. وهي فتاة متفائلة جدا تدعم إيما دائما. تدرس بنفس صف إيما ويوسوكي. معجبة بأساهينا فوتو.
- شياكي (千秋 Chiaki) [3]

قام بتأدية الصوت كل من أكيرا إيشيدا (في النسخة اليابانية) وجويل ماكدونالد (في النسخة الإنجليزية). هو زميل كانام في العمل من نادي بوذا. ويدعوه كانام «تشي».
- رينتارو هيناتا (日向 麟太郎 Hinata Rintarō)[3]

قام بتأدية الصوت كل من ماساكي تيراسوما (في النسخة اليابانية) وديفيد والد (في النسخة الإنجليزية). وهو الأب المتبنى لإيما هيناتا وزوج أم الإخوة أساهينا. وهو مغامر مشهور وتزوج مصممة الملابس ميوا أساهينا. رينتارو وزوجته ميوا يعيشون بعيدا عن الأسرة.

## وسائل الإعلام

### الأنمي
هي عبارة عن سلسلة من 12 حلقة، بدأ بثها في 12 تموز / يوليو 2013، تنتجها برينز بيس(ブレインズ･ベース) وإخراج جون ماتسوموتو.